# Arsenal des galères
Vous lisez un « bon article » labellisé en 2008.
Pour les articles homonymes, voir Arsenal (homonymie).

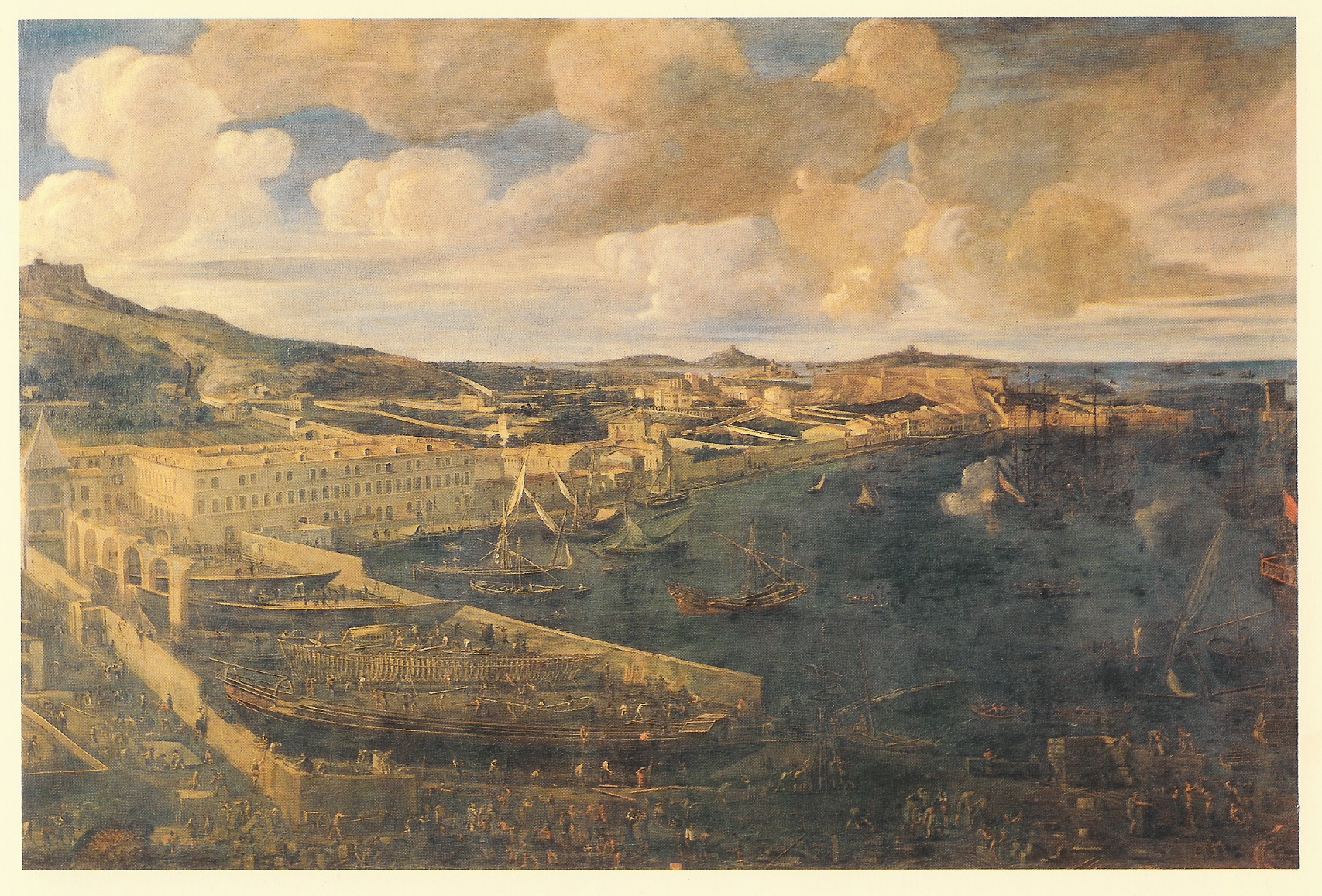
Arsenal des Galères de la ville de Marseille,
Jean-Baptiste de La Rose, 1666, Musée de la Marine de la Chambre de commerce de Marseille.

L’arsenal des galères est un ancien arsenal militaire situé à Marseille, en France. Il fut construit par Colbert dans la deuxième moitié du XVIIe siècle pour accueillir et armer les galères du roi Louis XIV, mais ne fut pleinement opérationnel que moins de cent ans, les galères perdant rapidement leur rôle dans les marines de guerre au profit des vaisseaux.
L'Arsenal accueillit jusqu'en 1748 les condamnés aux travaux forcés, les galériens. Il était situé sur les rives est et sud du Vieux-Port et, bien qu'aujourd'hui il n'en reste pratiquement rien, son emplacement marque encore l'urbanisme de la ville.

## Historique des galères
Du temps des Romains, Marseille disposait déjà d'un arsenal de galères. Dans sa guerre contre César, Pompée envoie sept galères en renfort à Marseille pour attaquer la flotte de César avec 17 galères, dont onze pontées. L'arsenal de Marseille comptait à demeure 10 galères, dont plusieurs pontées. L'arsenal abritait également une zone où l'on « fabriquait des armes ». Cette enclave militaire se trouvait sur la rive sud du Lacydon, au Plan Fourmiguier (de l'actuel quai des Belges jusqu'à l'ancien bassin de carénage).
En 1296, Charles II d'Anjou, puis, plus tard, Charles VIII (1495) et enfin Louis XIV, par Colbert (seconde moitié du XVIIe siècle), font successivement reconstruire ou réaménager l'arsenal, pour accueillir et armer les « galères du roi » — de Naples ou de France. Marseille était un important port de guerre français sur la mer Méditerranée. L'arsenal des galères fut occupé de façon discontinue. Dans sa dernière période, il ne fut opérationnel que moins de cent ans, Louis XV supprimant les galères (27 septembre 1748), lesquelles avaient perdu au début du XVIIIe siècle leur rôle dans les marines de guerre au profit des vaisseaux.
L’arsenal accueillit jusqu’en 1748 les condamnés aux travaux forcés, les galériens. Il était situé à l’est et au sud du Vieux-Port et, bien qu’aujourd’hui il n’en reste pratiquement rien (la Capitainerie, et par ailleurs une ancienne discothèque des années 1960, « l'Arsenal des Galères », permettait d'observer les cellules taillées dans la roche de la colline de Notre-Dame de la Garde, enfin le chenal d'accès et le bassin des galères, ont été comblés dans les années 1910), son emplacement marque encore l’urbanisme de la ville.
Datant du milieu du XVIe siècle, Stolonomie, le plus ancien traité sur les galères qu'on connaisse, déploie un vocabulaire nautique spécifique aux ports de Marseille et de Toulon.

## Les premières installations

### Arsenal des Comtes de Provence
Il n'a pas encore été retrouvé de traces de l'arsenal du temps des Romains. Les comtes de Provence, rois de Naples, créent à la fin du XIIIe siècle un port de guerre à Marseille. Charles Ier d’Anjou y fait établir un arsenal où sont construites des galères. Il s’agit en fait de tercenaux, c’est-à-dire des sortes de hangars où l’on remise les mâts, cordages, voiles, poulies, rames et l’artillerie.
Il rassemble une quarantaine de galères qui participent à des combats contre la flotte du roi d’Aragon. La flotte provençale est commandée par un amiral, comme Barthélemy Bonvin, qui sert également sous Charles II le Boiteux ou Guillaume Cornut (ou Cornuti) tué à la bataille navale de Malte le 8 juillet 1283. Il est indépendant de l’amiral de Sicile, et agit sous les ordres directs du roi.
En 1296, Charles II crée une amirauté spéciale en Provence et se fait concéder, à la demande de son sénéchal de Provence, par la ville de Marseille, les chantiers du plan Fourmiguier, zone située au fond du Vieux-Port, soit à l’emplacement de l’actuel quai des Belges. Le nouvel amiral est Richard de Lamanon, garde de l’arsenal et des galères de Marseille. L’amiral de Provence a pour tâche de nommer les capitaines des galères et d’exercer un pouvoir civil et criminel sur tous les hommes appartenant à la flotte. Cette organisation perdure jusqu’à la fin du règne de Charles II.
La ville de Marseille a du mal à se faire restituer l’usage du plan Fourmiguier. Ce sera chose faite en 1320, date à laquelle les fustiers (charpentiers) reprennent leur activité dans ce lieu. Le roi Robert le Sage ordonne la création de nouveaux tercenaux à l’est du quai de Rive-Neuve pour la fabrication de galères, afin de poursuivre la reconquête de la Sicile, perdue après les vêpres siciliennes.
Le roi de France Charles IV le Bel qui envisage d’entreprendre une nouvelle croisade, fait construire des galères à Marseille, probablement dans les tercenaux de son cousin le roi Robert. Ces bâtiments seront abandonnés dès le milieu du XIVe siècle.

### Arsenal des rois Charles VIII et Louis XII
Après l’union de la Provence au royaume de France, à la suite du décès le 11 décembre 1481 de Charles III de Provence, dernier comte de Provence, le roi de France Charles VIII veut faire valoir ses droits sur le royaume de Naples. Il fait construire un nouvel arsenal avec six tercenaux dans l’angle sud-est du port. En août 1488, il écrit pour activer la construction de plusieurs galères dans les chantiers provençaux. En 1494, tandis que Charles VIII gagne l’Italie du sud par voie terrestre, une flotte provençale comprenant six galères le rejoint à Naples.
En 1512, Louis XII ordonne la construction de douze tercenaux supplémentaires, dont six seront réalisés. L’arsenal de Charles VIII et de Louis XII tombe en décrépitude comme le montre le procès-verbal de Jean Roulx lors de son installation en 1570 comme garde de l’arsenal de Marseille.

### L’arsenal auXVIeet débutXVIIesiècles

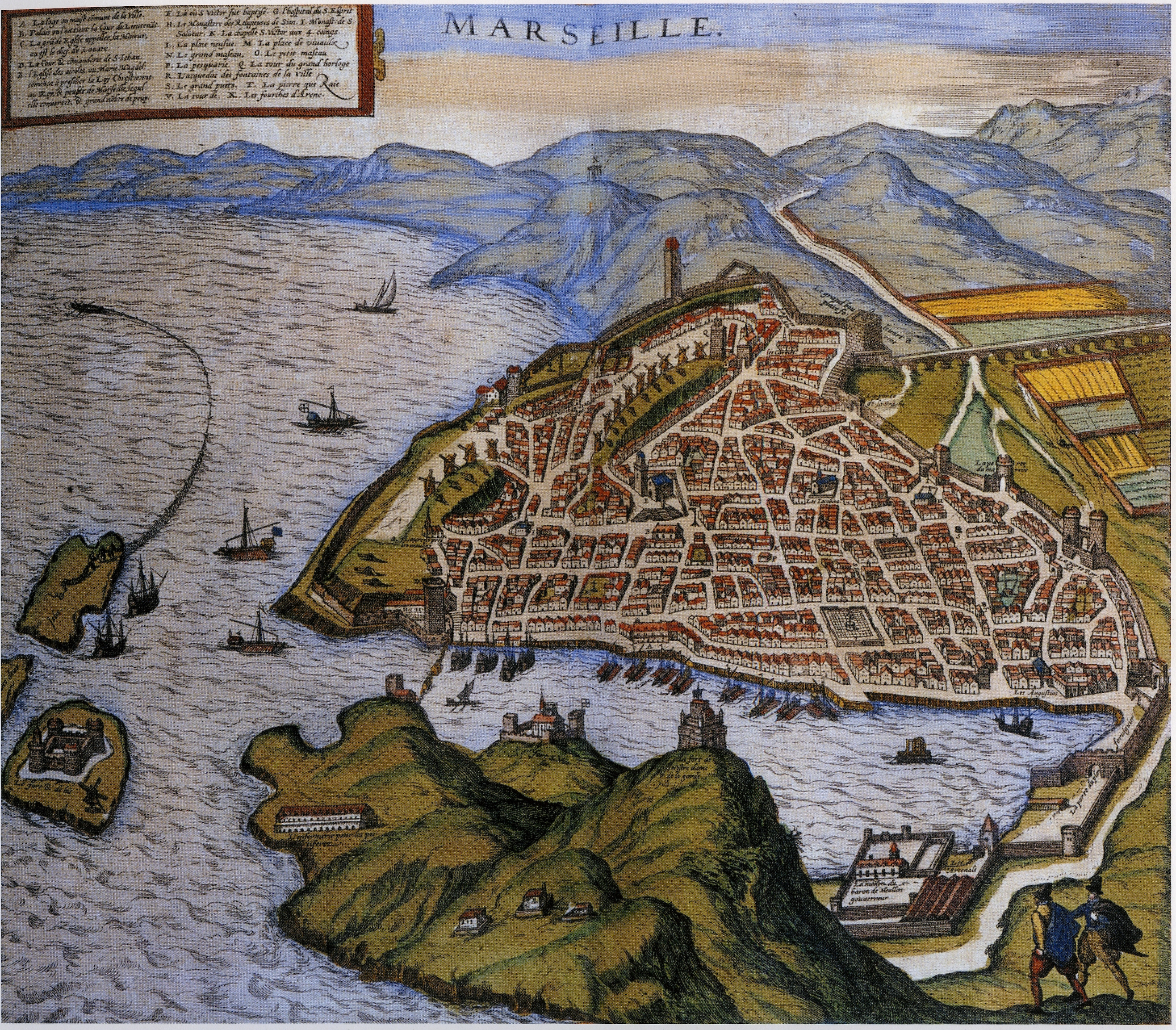
Les galères dans le port et la rade de Marseille, Atlas de 1584

En 1536, sous le règne de François Ier, Marseille comptait 23 galères dans son port. En septembre 1533, Catherine de Médicis fait le voyage de Florence (plus précisément depuis le port d’Ostie) à Marseille sur la galère du pape, son oncle Clément VII, pour se marier avec le dauphin, futur Henri II. L’apogée du nombre de galères est atteint sous son règne ; il attache en effet une grande importance à la force navale. Il fait couper dans le Dauphiné les bois nécessaires à la construction des galères dont le nombre atteint, en 1548, le chiffre record de 42 dans le port de Marseille.
Peu après la mort du roi, et les guerres finies, la décadence reprend et il ne reste que 13 galères en 1561, entre celles qui furent envoyées à la réforme et celles données aux puissants. En effet, les galères sont des vaisseaux fragiles et d’entretien élevé. Il était plus économique pour le Roi de les louer à des propriétaires, comme les Valbelle, capitaine des Galères de père en fils. En 1578, le grand prieur Henri d’Angoulême peut dire dans ses remontrances que, sur les 18 galères qui stationnent à Marseille et à Toulon, seulement un couple de bâtiments est en état de prendre la mer. Sous Henri IV, le déclin continue faute de financement, à tel point que lors du mariage du roi avec Marie de Médicis, ce sont des galères étrangères appartenant au Pape, au duc de Toscane et à l’ordre de Saint-Jean de Jérusalem qui conduisent la princesse à Marseille, le 3 novembre 1600.
Dès son arrivée au pouvoir, Richelieu relance la construction des galères. Au début de 1624, les galères sont transférées de Marseille à Toulon pour pouvoir mieux combattre les barbaresques qui menacent les îles d'Hyères. Après un bref retour à Marseille, les galères repartent à Toulon car une épidémie de peste ravage Marseille en 1649.

### L’hôpital des forçats
Peu de temps avant que les galères soient transférées de Marseille à Toulon, un hôpital des forçats est mis en service.
Cet hôpital est créé en 1646 à l’initiative d’un gentilhomme provençal, Gaspard de Simiane, sieur de la Coste, chevalier de Malte, célèbre par sa piété et sa charité, et de l’évêque de Marseille, Jean-Baptiste Gault. Ils s’adressent à la duchesse d’Aiguillon, nièce du cardinal de Richelieu, qui financera l’entreprise. Le roi offre le terrain occupé par quatre tercenaux de l’époque de Charles VIII et s’engage, par lettres patentes de juillet 1646, à couvrir les frais de fonctionnement de cet hôpital royal des forçats.
Cet hôpital se trouvait à l’angle sud-est du port, sur le quai de Rive-Neuve, à proximité de l’actuel cours Jean-Ballard. Il disposait de 175 lits à deux places. Son personnel comprenait un médecin, un chirurgien, six garçons apothicaires et cinq infirmiers. La direction de l’hôpital est confiée à quatre administrateurs. Les premiers furent : Henri d’Armand, trésorier de France, Pierre de Bausset, seigneur de Roquefort, Gaspard de Simiane de la Coste, chevalier de Malte, et Charles Moulas, écuyer. Chaque année, deux administrateurs sont renouvelés. Cet hôpital sera par la suite englobé dans l’arsenal créé sous Colbert.

### Les chirurgiens des galères
Les premiers chirurgiens embarqués sont mentionnés à partir de 1540 sur les galères du Roi. Les galères de Marseille disposaient de structures hospitalières calquées sur celles des galères de Malte, avec un hôpital des forçats, un hôpital des équipages, un jardin botanique et une cole d'anatomie.
Les galères étaient « le plus grand pourrissoir d’hommes de la France » et un homme sur deux seulement en sortait vivant. Les galériens étaient au nombre de 300 en moyenne sur chaque galère, soit 52 à 64 bancs de 5 galériens enchaînés à chaque banc, de jour comme de nuit pendant 2 à 3 mois, ce qui était la durée moyenne d’une campagne. 
Le chirurgien des galères était un fonctionnaire méditerranéen nommé sur concours dans un corps très restreint. Il ne naviguait que six mois par an au cours de l’été et restait à terre l’hiver.

#### Un chirurgien des galères: François Chabert
Entré comme chirurgien aux galères en 1689, il devint Maître-Chirurgien Juré (juré se disait autrefois, dans les Corporations, de celui qui avait fait les serments requis pour la maîtrise : chirurgien juré) de la ville de Marseille en 1689, chirurgien Réal des Galères et de leurs hôpitaux en 1703. Il servit pendant 50 ans. En 1689, il commença à rédiger des observations de chirurgie pratique qui furent publiées en 1724.

#### Un chirurgien des galères: Maître Antoine Moulinneuf
Né en 1668 à La Rochelle, c’est grâce à l’abondante correspondance qu’il a su conserver que nous connaissons sa vie intime et professionnelle. Orphelin de père de bonne heure, un chirurgien-major le fait embarquer avec lui « en qualité de chirurgien » sur le Hasardeux, vaisseau de M. Colbert de Saint-Mars, pendant les campagnes « du Cap)Vert et de La Mérique » et celle d’Alger (1683). Très doué, le 12 mars 1685, après avoir été examiné par deux chirurgiens réaux, il est établi chirurgien sur la galère la Renommée.
En 1690, il passe au Ponant (La côte Atlantique) et embarque sur l’Heureuse, sous les ordres du capitaine le chevalier de Blicourt-Tincourt, mais l’escadre ayant rallié Cherbourg en 35 jours, arrive trop tard pour participer à la bataille que Tourville remporte le 7 juillet, sur les Anglo-Hollandais, à la bataille navale de Béveziers qui oppose une flotte française à une flotte anglo-hollandaise le 7 juillet 1690 pendant la guerre de la Ligue d'Augsbourg. Toutefois, il participe au débarquement de Teignmouth, le 5 août.
Prenant son métier très à cœur, il outrepasse les limites de son état de chirurgien et « fait » de la médecine en proposant un remède contre l’hydropisie - terme qui désigne les œdèmes généralisés à l’époque. Mais, la faculté se plaint à l’intendant général des galères qui le réforme - ou le casse - alors qu’il servait depuis 10 ans sur la Renommée, avec des états de services élogieux mentionnés par son capitaine.
Il est rétabli sur la galère La Vieille Réale… qui ne navigue plus et sert de dépôt pour les chiourmes, c’est-à-dire d’infirmerie et de mouroir pour les forçats infirmes et malades. De plus, il ne perçoit plus que 30 livres par mois, au lieu de 70. Puis, il est détaché sur la Reyne pendant plusieurs années, s’efface devant les médecins et est remis à 50 livres par mois, sur le bon rapport qu’ils en font. La Reyne est cassée et, crise financière oblige, n’est pas remplacée. Mais grâce aux appuis de quelques importants personnages hydropsiques, Moulinneuf est rétabli sur La Magnanime le 28 juillet 1701. Il rejoint son navire à Cadix où l’escadre des galères restera deux années (1702-1703), se constitue une bonne clientèle espagnole et s’en retourne à Marseille « avec une grosse quantité de belles pistoles ». 
Il est détaché sur La Guerrière pour la campagne de 1704, puis, les galères sortent de moins en moins, leur temps est révolu. Il devient à terre un spécialiste de l’hydropisie, malgré une nouvelle levée de boucliers des médecins du cru, après le décès d’un autre patient capitaine d’une galère du port. Il fait alors enregistrer l’attestation donnée par Fagon, premier médecin du Roi et tous les certificats élogieux de ses capitaines, le 9 novembre 1711, auprès du Parlement d’Aix et bénéficie alors d’une certaine tranquillité à condition de ne s’occuper que de l’hydropisie.
Il quitte La Magnanime le 15 février 1716 et passe sur La Fleur-de-Lys, puis, prend sa retraite en 1718, à l’âge de 55 ans. Il est rappelé, le 10 août 1720, lors de la terrible épidémie de peste de Marseille. Ses lettres mentionnent un baume qu’il avait mis au point contre la furonculose et la peste. Hélas, ce baume n’empêchera pas Maître Antoine Moulinneuf de décéder de la peste, un mois plus tard, le 15 septembre 1720.

## L’arsenal de Louis XIV

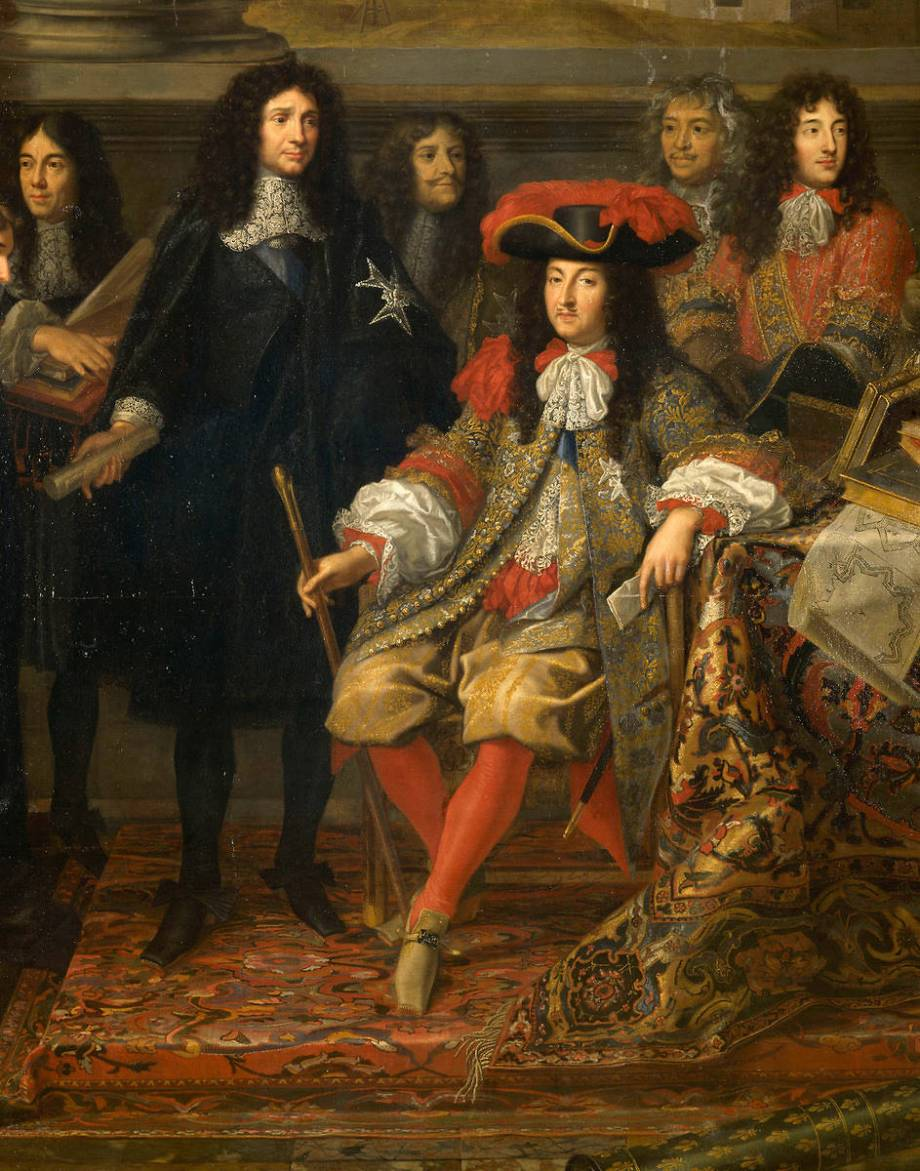
Le roi Louis XIV et Colbert par Charles Le Brun, 1667.

Quand Louis XIV vient à Marseille en 1660, le port n’abrite plus de flotte de guerre. En effet, les galères végètent à Toulon, où il n'en reste plus que six capables de prendre la mer et 1 655 hommes de chiourme. Le Roi veut une flotte surpassant celle de l’Espagne et des puissances italiennes. Or, la présence d’une telle flotte exige des infrastructures suffisantes pour assurer son accueil, son entretien et son approvisionnement.
Le 10 avril 1665, Nicolas Arnoul est nommé « intendant de justice, police et finances des fortifications de Provence et de Piémont et des galères de France ». Il est donc lieutenant général, commandant militaire sous l’autorité de l’Amiral. Il dirige l’administration, l’intendance et le personnel correspondant (les « officiers de plume »).
Le 24 juillet 1665, un ordre de Louis XIV est expédié aux échevins de Marseille dans lequel le roi exprime son désir d’armer les galères et de construire un arsenal avec les moyens nécessaires, par la mise à disposition dans le Port d’une place « propre à mettre bois, fers, antennes, mâts, canons et autres choses nécessaires aux armements et constructions et des galères ».
Trois phases seront nécessaires à l’édification de ce « parc des Galères ».

### Première phase (1665-1669)
À peine arrivé à Marseille, Nicolas Arnoul va tout faire très vite. Il fait revenir les Galères de Toulon. Il s’occupe tout d’abord du choix du terrain pour l’implantation de l’arsenal. Contrairement aux ordres de Colbert, qui souhaitait qu’un terrain entièrement inutilisé soit trouvé, il annexe le terrain du plan Fourmiguier (actuellement du quai des Belges au bassin de carénage), où étaient construits les bateaux de commerce de la ville de Marseille, et met les échevins devant le fait accompli. Le chantier municipal est transféré dans le jardin des Bernardines.
La construction du nouvel arsenal occupe Nicolas Arnoul pendant quatre ans (1665-1669). Les travaux sont réalisés sous la direction de Gaspard Puget, frère de Pierre Puget, qui travaille à cette époque à Gênes.
Colbert vient à Marseille en juin 1669, alors que les travaux viennent de se terminer.

### Deuxième phase (1673-1679)

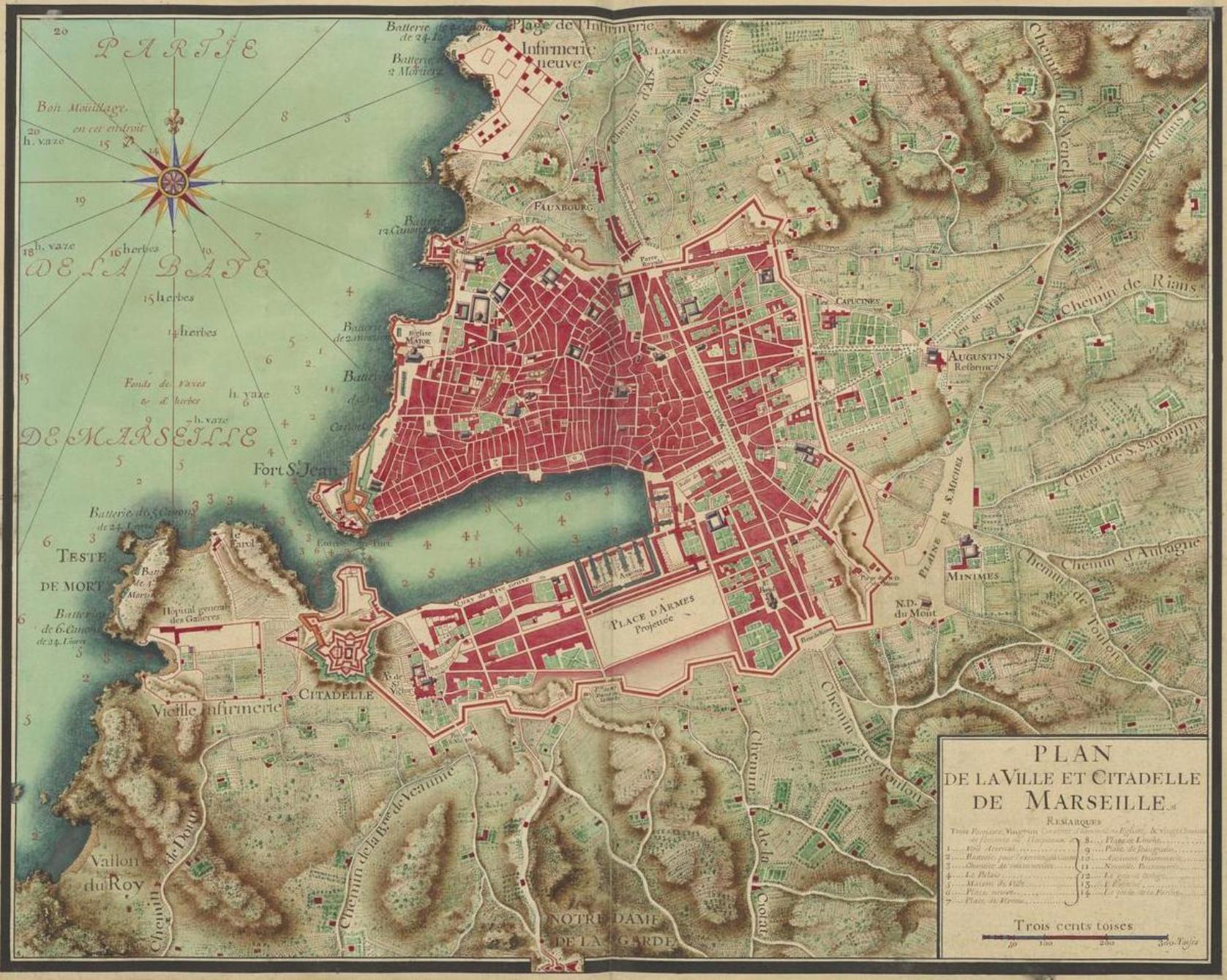
Plan de Marseille en 1700. L'arsenal se trouve près de la Place d'armes projetée.

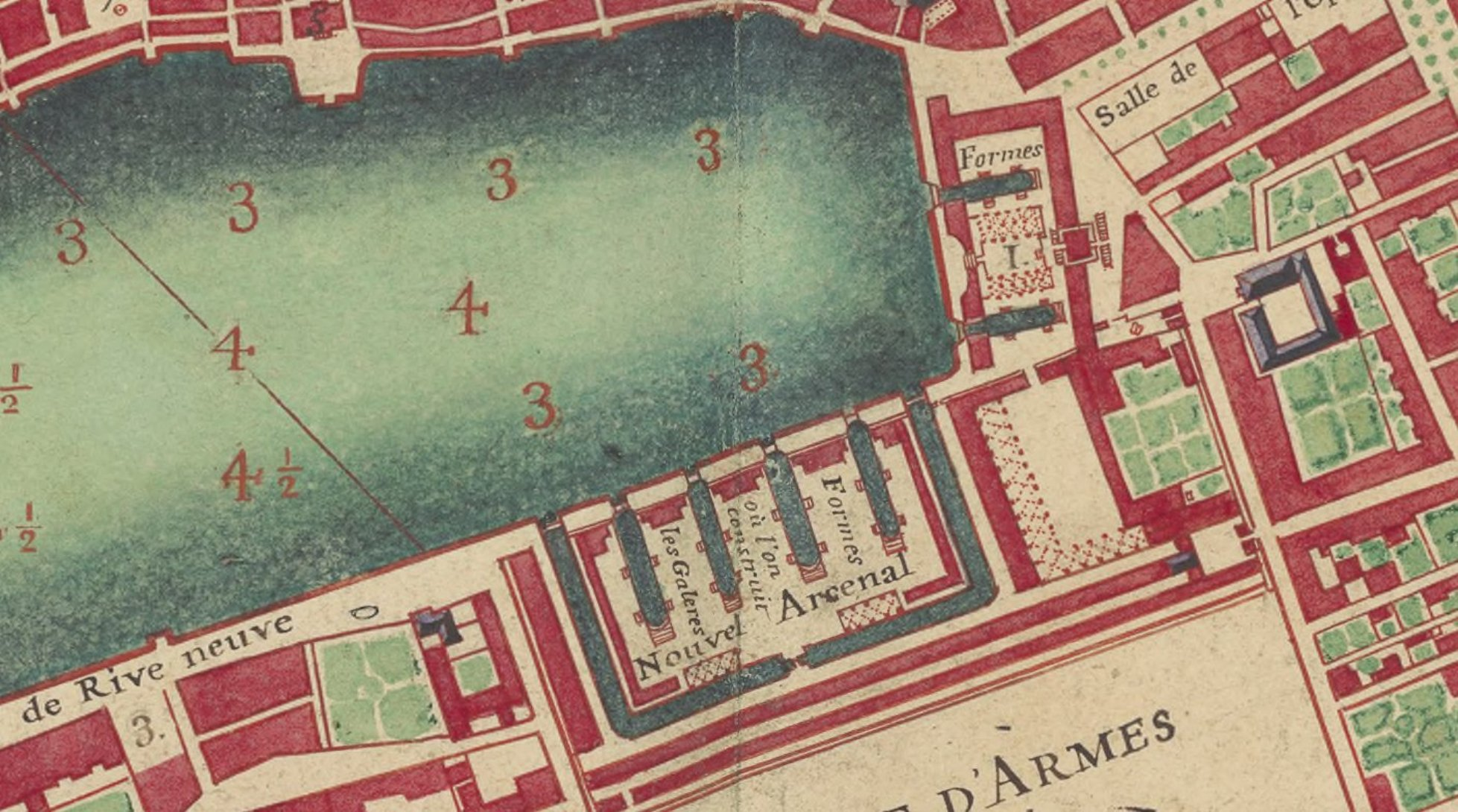
Plan de l'arsenal des galères. Ce document de 1700 permet de voir l'évolution de l'arsenal, le chiffre 1 représentant la première phase des aménagements (détail du plan précédent).

Dès la mise en service des premiers ouvrages, Arnoul s’aperçoit de l’insuffisance de cette réalisation et envisage d’étendre l’arsenal au-delà de l’angle sud-est du port, le long du quai de Rive-Neuve, en expropriant le couvent des Capucines. Arnoul s'engage alors dans un conflit aigu avec les échevins, soutenus par le duc de Mercœur.
L’acquisition du couvent des Capucines, qui jouxte l’hôpital des forçats, est réalisée en 1673, grâce à l’intervention de l’évêque de Marseille, Toussaint de Forbin-Janson. Les nouveaux travaux durent ensuite jusqu’en 1679, avec comme entrepreneur maçon un certain Pierre Puget, souvent confondu avec son célèbre cousin, le sculpteur Pierre Puget.

### Troisième phase (1685-1690)
Après une nouvelle série d’expropriations, l’arsenal des galères qui s’étend alors jusqu’à la rue du Fort-Notre-Dame, est achevé. Les Marseillais perdent à nouveau leur chantier de construction navale qui doit être transféré plus à l’ouest sur les terrains de la Miséricorde.
Un projet est dressé par l’Ingénieur en chef des Fortifications Antoine Niquet et accepté en 1685 par le marquis de Seignelay, fils de Colbert. Les démolitions sont effectuées la même année. Les constructions qui sont confiées à André Boyer, architecte des Bâtiments du Roi, se poursuivent de 1686 à 1690. La partie construite en 1665-1669 prend alors le nom de « vieux parc ».
L’ensemble de l’arsenal a alors la forme d’un L majuscule, la barre horizontale représentant le quai des Belges et la barre verticale le quai de Rive-Neuve. Il englobe les terrains limités aujourd’hui par l’église des Augustins, le palais de la Bourse, la place du général de Gaulle, les rues Paradis, Sainte et du Fort Notre-Dame.
L’entrée de l’ancien Arsenal se situe quai des Belges et a une forme de fer à cheval. En face de cette porte d’entrée s’élève un important pavillon surmonté d’une horloge et placé dans l’axe de la rue Pavillon à laquelle il a donné son nom.
Dans cet ancien arsenal se trouvent également deux formes pour la construction des galères ainsi que des magasins où sont entreposés les rames, cordages et agrès des galères. Au nord se situe l’hôpital des galériens, une cour pour l’entreposage des bois de construction, le logement de l’intendant avec le jardin du roi, qui contient plantes rares et cages d'animaux exotiques. Cette résidence de l'intendant, somptueuse, est appelée la Maison du Roi. Entre ce dernier et la cour aux bois de construction se trouve un bâtiment avec des magasins au rez-de-chaussée et au premier étage la fameuse salle d’armes. Celle-ci, où sont entreposés 10 000 mousquets et autant de sabres, passait pour la plus belle d’Europe.
Le nouvel arsenal occupe le sud de l’ancien arsenal et le quai de rive neuve. La porte d’entrée se situe à l’est en bordure de l’actuelle rue Paradis. Au-dessus de cette porte d’entrée, Jean-Baptiste Grosson signale que dans un cartouche se lisait l’orgueilleuse louange du roi soleil : Hanc magnus Lodoix invictis classibus arcem condivit hinc domito dat sua jura mari (« Le grand Louis aux flottes invincibles a bâti cette citadelle ; d’ici il dicte ses lois à la mer domptée »). Dans ce nouvel arsenal se trouvent également :
- deux formes pour la construction des galères, mais plus grandes que celles de l’ancien arsenal.
- une darse en forme de L reliée au vieux port qui deviendra, après la destruction de l’ensemble de l’arsenal, le canal de la douane, et qu'occupent actuellement la place aux Huiles et le cours d’Estienne d’Orves.
- disposées parallèlement à la rue Sainte, deux immenses bâtisses mesurant 450 mètres de long séparées par une rue, abritent l’une, la plus proche du port, les ateliers et le bagne, l’autre, la plus au sud, la corderie.

### Évolution de l'activité

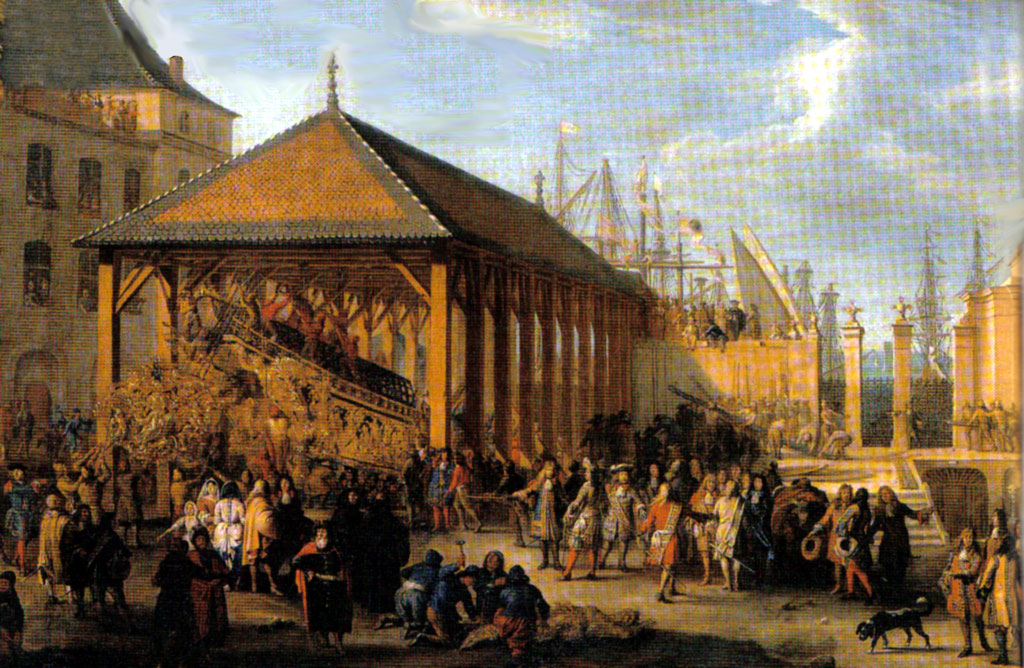
Construction de la Galère La Réale à l'arsenal de Marseille - Tableau peint vers 1677, attribué à Jean-Baptiste de La Rose

Après le déclin de la fin du XVIIe et le début du XVIIIe siècle, il y a en 1675, peu de temps après la mort de l’intendant des galères Nicolas Arnoul, 25 galères à Marseille. Ce nombre augmente progressivement pour atteindre 30 en 1680 puis 40 galères en 1690, qui marque l’apogée sous le règne de Louis XIV. Si l'on ajoute aux unités stationnées au Levant, les 15 galères de l'Atlantique, la France possède alors la plus puissante flotte d'Europe. En 1688, Louis XIV fait graver une médaille qui porte la devise Assertum maris mediterranei imperium (« la maitrise de la mer Méditerranée est assurée »).
Même si les Galères n'ont plus de rôle réel dans la marine de guerre du temps, elles sont toujours une grande marque de prestige. En 1673, Mme de Sévigné décrit à sa fille la comtesse de Grignan, « La Réale, faisant l'exercice, et les banderoles et les coups de canon… ». En 1680, cette dernière, épouse de François Adhémar de Monteil, comte de Grignan, lieutenant général du roi en Provence, est, comme le narre le Mercure Galant allée à Marseille, « est allée au château d'If sur la Réale qu'avait armé Vivonne, général des Galères… elle fut saluée par vingt-six galères… ».
Le déclin qui commence au début du XVIIIe siècle est inexorable. À la fin de la guerre de Succession d'Espagne, les galères françaises ne servent plus et Pierre Arnoul, intendant des galères de Marseille de 1710 à 1719 et fils de Nicolas Arnoul, écrit qu'il fait arracher l'herbe qui pousse dans l'arsenal par manque de passage et qu'il relance l'activité des ouvriers, faisant achever une galère et organisant un grand rangement. De 1719 à 1738, on compte une quinzaine de galères dont seulement 6 à 8 sont opérationnelles. La dernière campagne des galères a lieu du 15 juin au 7 août 1747, sous le commandement du général des galères en personne Jean Philippe d'Orléans, bâtard légitimé du Régent. Le général décède l’année suivante à l’âge de 46 ans et deux mois après seulement, Louis XV signe l’ordonnance du 27 novembre 1748, qui réunissait tout le personnel des galères à la marine royale.
En 1779, il ne restait plus que deux galères à Marseille et quatre à Toulon. Des deux marseillaises, l’une, l’Écarlate, est vendue pour la démolition, l’autre, la Ferme, est réparée et envoyée à Toulon. Celle-ci, qui est la dernière galère existante, est démolie en 1814.

## Le fonctionnement de l’arsenal

### La chiourme

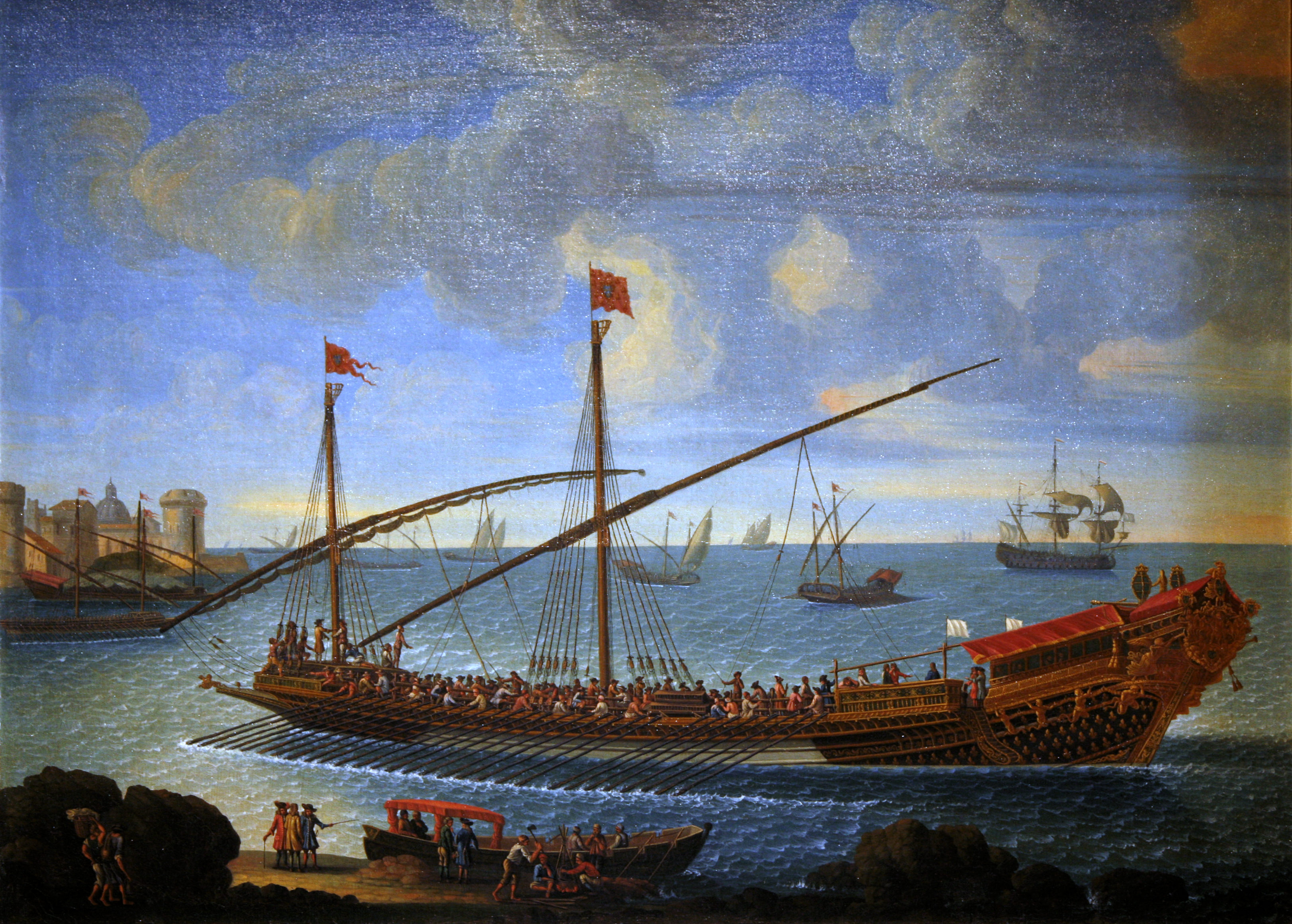
Galère amirale La Réale construite en 1679 - Musée de la Marine

Les galères, héritières directes des trirèmes romaines, embarcations militaires typiquement méditerranéennes, utilisaient comme propulsion, la « chiourme » composée de quelque 260 rameurs.
La chiourme, ensemble des rameurs, est composée de 3 catégories de personnes :
- des volontaires qui, poussés par la misère, s’engagent à servir sur les galères. Le nombre de ces volontaires ou « bénévoglies » est très faible et diminue constamment avec le temps.
- des esclaves originaires d’Afrique du Nord, de Grèce ou d’Asie mineure qui sont achetés par des agents sur les marchés, et tous appelés « les turcs ». Cette catégorie représente 25 % des effectifs vers le milieu du XVIIe siècle mais baisse régulièrement pour n’atteindre que 10 % vers 1700.
- l’essentiel des effectifs est fourni par les condamnés de droit commun à la suite de la création en 1564 par Charles IX de la « peine des galères ». Regroupés dans les prisons des grandes villes, ces condamnés sont acheminés par des convois ou « chaînes » jusqu’à Marseille. Bien que les causes de condamnation soient variables suivant les périodes, on peut retenir en simplifiant les chiffres suivants : déserteurs (39 %), contrebandiers du sel ou faux-sauniers (10 %), criminels (39 %), protestants (12 %)[40].

### Gestion de l’arsenal

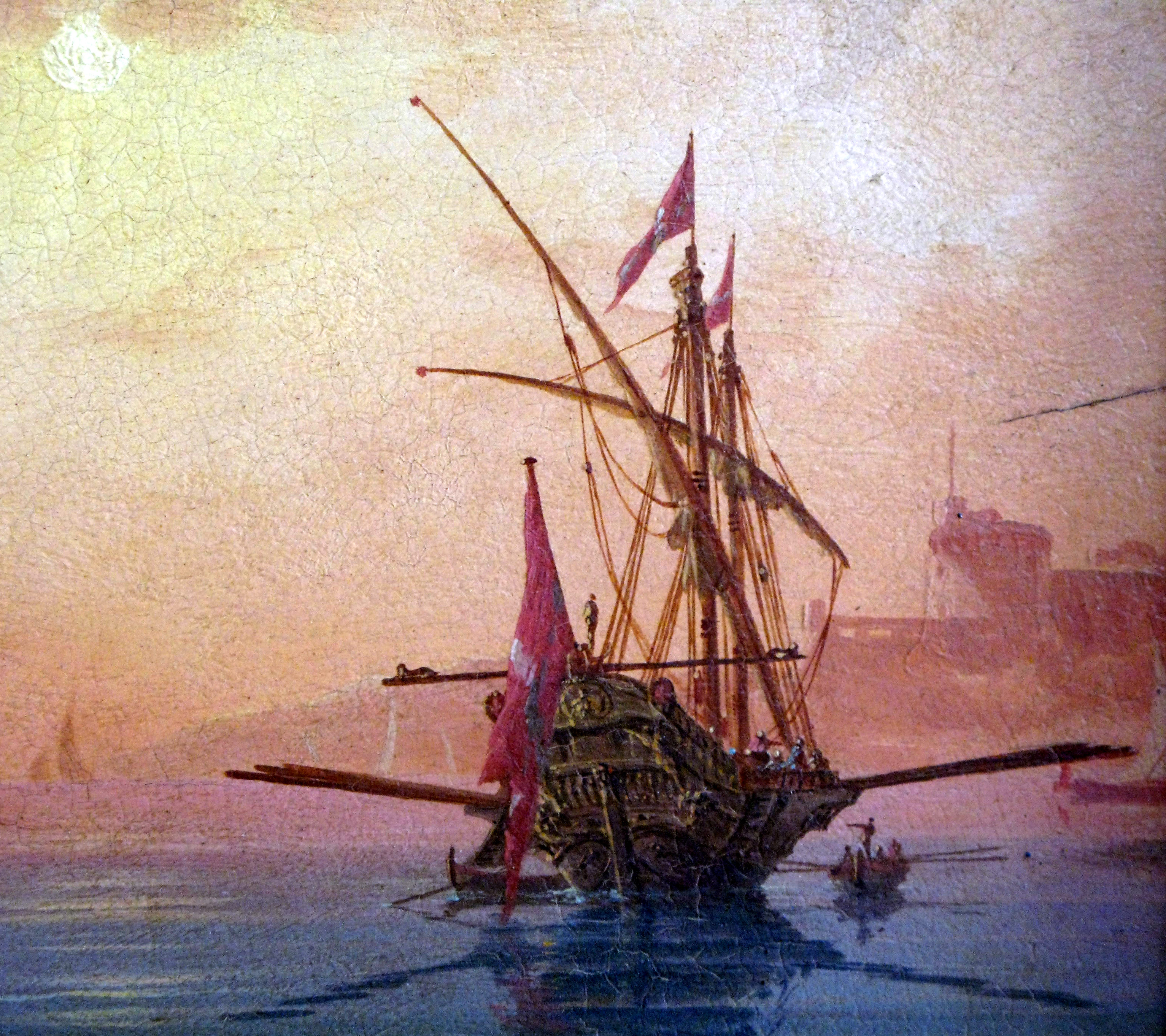
Vue arrière d'une galère de l'ordre de Saint-Jean de Jérusalem en 1765, peut-être dans le port de Marseille. (Marine au soleil couchant (détail), par Charles-François Grenier de Lacroix)

Vers 1700, on peut estimer à 20 000 le nombre de personnes présentes dans l’arsenal dont 12 000 galériens, 5 000 matelots et soldats, 1 200 officiers ou sous-officiers, dont 200 officiers d’épée et 200 officiers de plume. On y retrouve aussi 300 maîtres ouvriers et compagnons engagés à l’année auxquels s’ajoutent irrégulièrement 2 000 à 2 500 ouvriers et manœuvres saisonniers employés pour la construction et l’entretien des galères qui exigent la présence de nombreux outillages et un important stockage de bois. Une très importante population d'origine extérieure à la ville (près du quart de la population de la ville), et toute masculine, réside à l'arsenal.
Les galériens sont nombreux à circuler dans la ville, surtout quand, entre octobre et mai, les galères sont désarmées. Beaucoup trouvent un emploi dans la ville (forgerons, menuisiers, serruriers…). Les patrons y trouvent une main-d'œuvre abondante et bon marché. Jusqu'à 4 000 hommes quittent l'arsenal le matin, en principe enchainés sous la surveillance d'un pertuisanier, pour y revenir le soir.
Il en résulte un va-et-vient permanent des personnes et des marchandises entre l’arsenal et la ville, ce qui nécessite une surveillance continue et une gestion rigoureuse pour éviter les évasions et les vols de matériel. Une comptabilité précise est dressée avec de nombreux états, registres où sont notées les entrées et sorties. La gestion de l’intendant des galères est vérifiée par le secrétariat d’État à la Marine et les sanctions peuvent aller jusqu’au limogeage, ce qui fut le cas pour Brodart.

### L'arsenal et la ville
Avec les milliers de résidents à l'arsenal, civils et militaires, une vie intense s'y développe. Jean-Mathieu de Chazelles (1657-1710), professeur d'hydrographie à l'arsenal des galères, crée le premier Observatoire de Marseille, en 1685, avant que les jésuites ne débutent en 1702 des observations dans leur nouvel observatoire, subventionné par la Marine, installé dans leur collège de Sainte-Croix, rue Montée-des-Accoules.
L’arsenal joue un rôle important dans la vie de la Cité. Ainsi, dans la foulée du décret de 1674, signé par le roi Louis XIV et promulguant un règlement de Police générale des arsenaux de la Marine, l'ordonnance royale du 14 août 1719 confie à un préposé de l'arsenal des galères de Marseille la garde de quatre pompes à bras dites pompes « à la hollandaise », lointaine origine du corps des marins-pompiers.

### Les galères et la peste de 1720

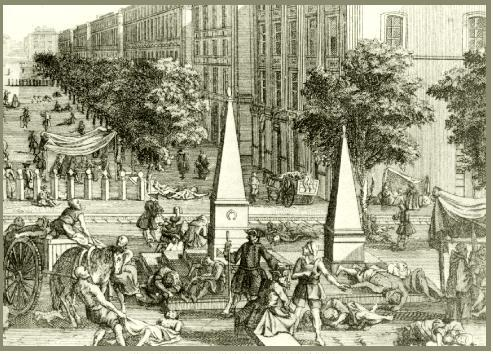
La peste à Marseille en 1720

Bien à l’abri de ses murailles et isolé de la ville, l’arsenal des galères ne fut pas ou peu touché par l’épidémie de peste qui ravagea Marseille en 1720. Les seuls forçats qui moururent de la peste furent les fameux « corbeaux » ou fossoyeurs qui furent chargés, à la demande des échevins, d’évacuer les cadavres dans les fosses communes. Il y eut tout d’abord 23 galériens qui furent employés à cette corvée, avec promesse de liberté s’ils échappaient à la peste, ce qui ne fut pas le cas puisqu’ils moururent tous. Ils furent remplacés par plusieurs contingents successifs qui furent placés sous une surveillance de soldats. En effet, les forçats pillèrent les logis abandonnés, achevèrent les moribonds ou les jetèrent dans les chariots avec les morts, ou s’évadèrent en s’habillant avec les vêtements des morts. On estime que 335 forçats moururent à la tâche et que 171 échappèrent à la mort et obtinrent la liberté promise.

## La démolition de l’arsenal
Après la réunion du corps des galères à celui des vaisseaux par l’ordonnance du 27 septembre 1748, le Secrétaire d'État à la Marine, Antoine Louis Rouillé, adresse le 2 août 1749 à l’intendant de la Tour un mémoire lui demandant de ramener toutes les galères à Toulon et de justifier par un rapport le maintien de toute galère à Marseille.
L’intendant consulta les négociants qui se prononcèrent en faveur du maintien des galères à Marseille car elles étaient selon eux très utiles au commerce. La Tour envoya au Ministre le 5 janvier 1750 un mémoire conforme au souhait des Marseillais qui n’empêcha pas le transfert des galères à Toulon. Les négociants regrettèrent cette décision. Une telle attitude étonne car cela ne pouvait que retarder la suppression de l’encombrant arsenal. Il n’est pas moins surprenant que les cahiers de doléances des négociants en 1789 ne fassent pas allusion à ce problème vital. En effet, la surcharge du port de Marseille due à l’augmentation du trafic commercial se faisant d’autant plus sentir que toute une partie des quais était occupée par l’arsenal et donc soustraite à l’activité commerciale. Ainsi, sur une longueur de 1 900 mètres linéaires de quai, 500 mètres échappaient au négoce. De plus, la présence de l’arsenal interdisait la liaison entre les deux rives ouvertes au négoce, la rive nord (quai du port actuel) et une partie de la rive sud (Quai de rive neuve actuel) qui ne pouvait être réalisée que par barque.

### La vente de l’arsenal

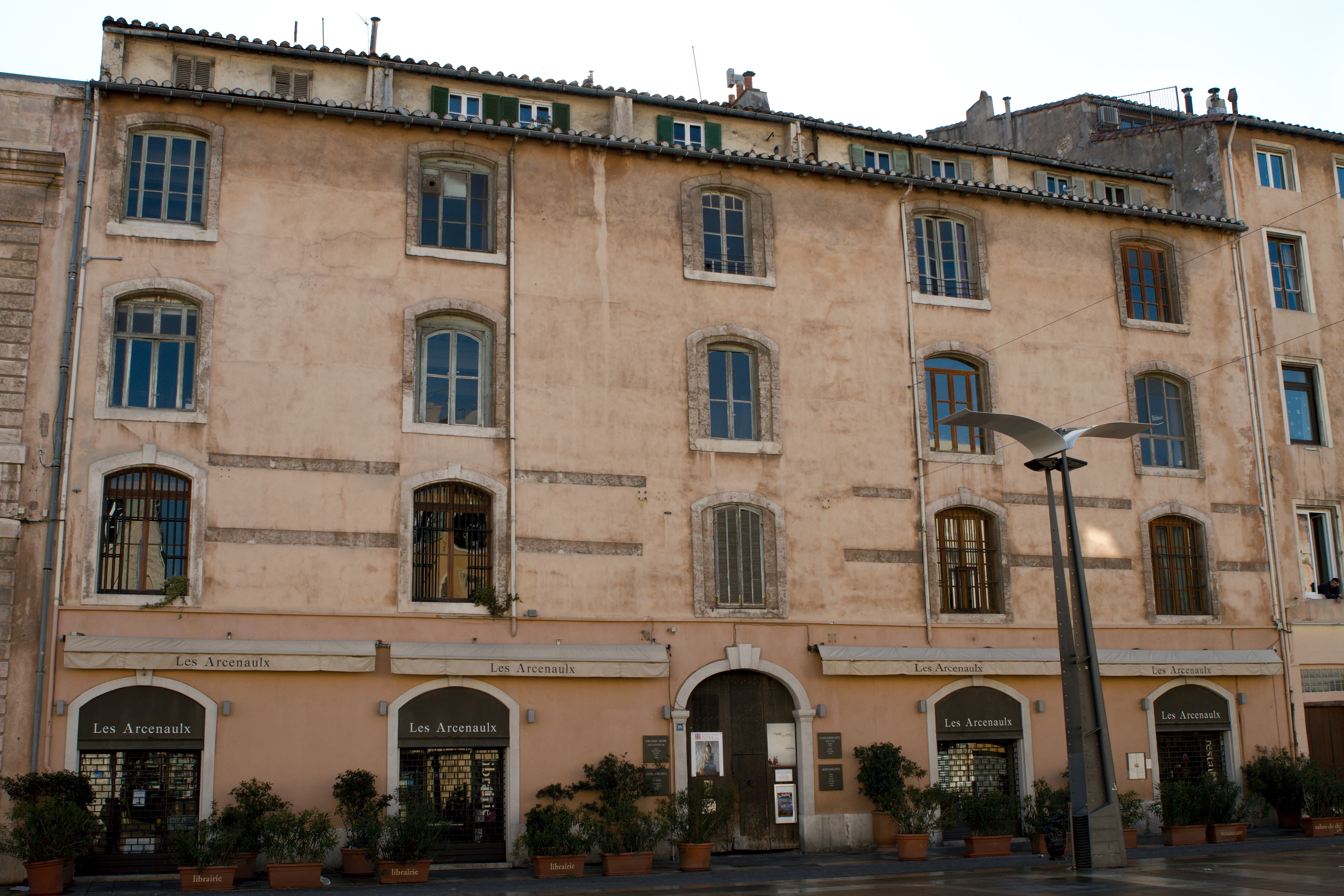
Ancien siège des Arsenaux.

Au début de l'année 1781, Pierre-Victor Malouet, ordonnateur de la marine à Toulon, est chargé de proposer à la ville de Marseille l’aliénation de l’arsenal. Dans sa séance du 11 février 1781, le conseil municipal accepte le principe et désigne une commission placée sous la présidence du maire Joachim-Elzéard de Gantel-Guitton, seigneur de Mazargues pour établir un rapport sur les conditions de cette vente. Le conseil municipal ayant accepté cette rétrocession, l’intendant de Provence, des Gallois de la Tour, agissant au nom du roi, vendit le 3 septembre 1781, les terrains et les bâtiments de l’arsenal à la ville de Marseille, à charge pour cette dernière de construire un nouveau quartier sur les terrains rendus disponibles. La nature des travaux à réaliser fut approuvée par le roi le 12 novembre 1782. Parmi les différentes obligations, la ville devait faire réaliser un canal pour prolonger la darse existante et faire ainsi une deuxième liaison avec le port. Le canal aura alors la forme d’un U et s’appellera le canal de la douane.
Charles Thiers, secrétaire archiviste de la ville de Marseille et grand-père d’Adolphe Thiers, fait connaître son avis sur l’aménagement des surfaces rendues disponibles dans un mémoire intitulé « Avis d’un citoyen pour l’emploi du terrain de l’arsenal ». Il fait preuve, dans ce texte, d’une conception urbanistique tout à fait remarquable pour l’époque. Il préconise la réalisation d’une grande place publique et de rues larges. Malheureusement, les échevins ne suivirent ces recommandations qu’avec prudence et ne retinrent qu’une largeur de 10 mètres pour les rues ordinaires.
La ville, ne voulant pas se charger de l'aménagement des terrains, décide de les rétrocéder ; deux compagnies se portent candidates : l’une est fondée par Mathieu, procureur de la sénéchaussée de Marseille, associé au marquis Jean-Baptiste de Rapalli, l’autre par Rebuffel, ancien fermier des boucheries de Marseille. Dans sa séance du 3 juin 1784, le conseil municipal vend les terrains à la première compagnie qui prend le nom de Compagnie de l’arsenal.

### Lotissement des terrains

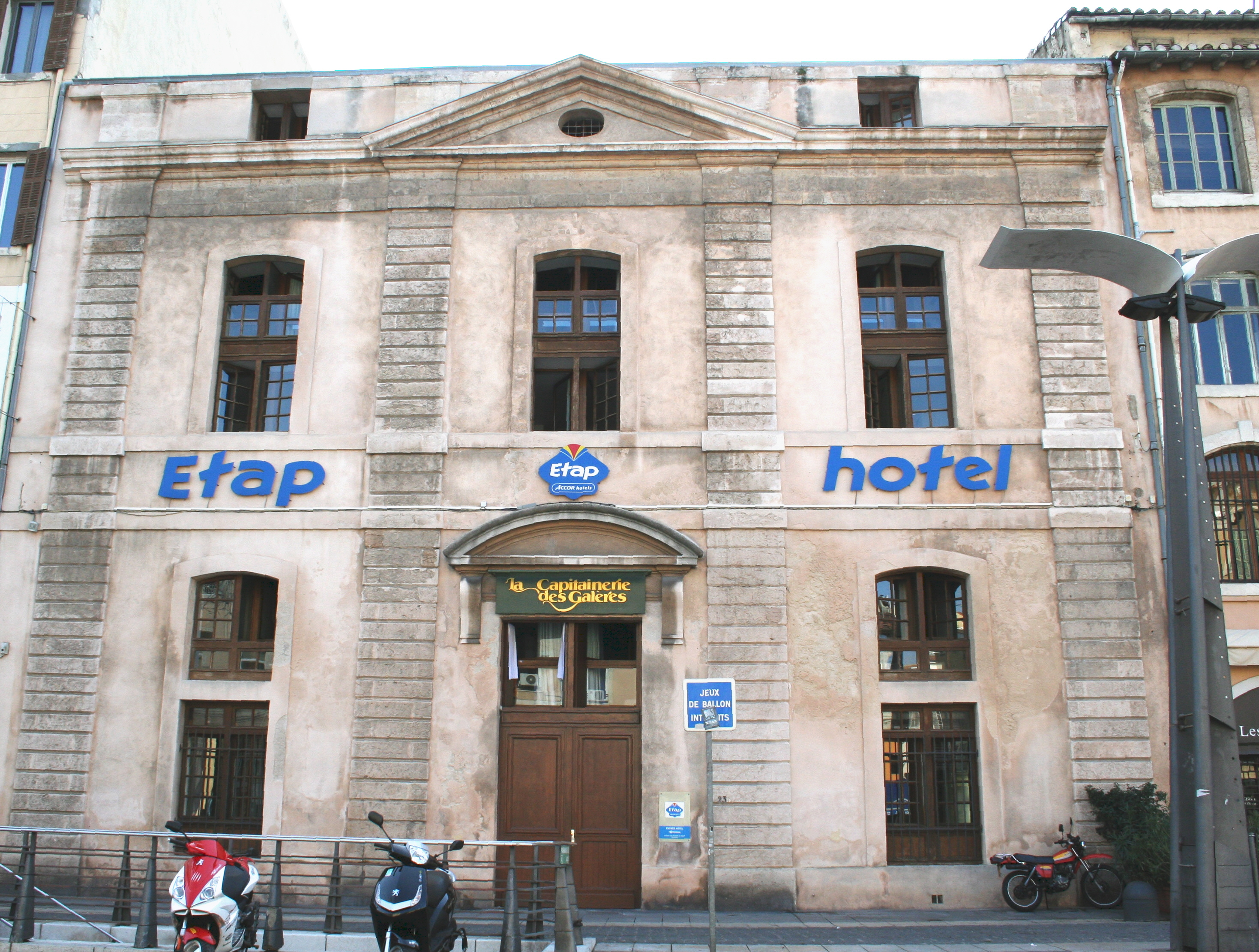
La capitainerie

La libération des terrains permettra la prolongation de différentes rues jusqu’au port. C’est notamment le cas de la Canebière dont la perspective était arrêtée par les bâtiments de l’arsenal et qui offrira une magnifique vue sur l’ensemble du port. Les rues Pavillon et Vacon seront prolongées et prendront respectivement les noms de Suffren et Pythéas.
Au sud-est des terrains libérés, une nouvelle place est aménagée, actuelle place Ernest Reyer, en bordure de laquelle est construit le grand théâtre qui après son incendie en 1919 deviendra l’opéra municipal. La rue Beauvau est également ouverte.
Dans la partie sud, la compagnie de l’arsenal modifia les plans initiaux en ne réalisant pas une place octogonale mais une simple place carrée, l’actuelle place Thiars qui se trouvait au centre d’un îlot entouré par le canal de la douane. De sérieuses difficultés s’élevèrent pour établir des liaisons entre ce nouveau quartier qui prit le nom d’îlot Thiars, et les rues Sainte et du Fort Notre-Dame. En effet, lors de l’agrandissement de l’arsenal, il avait fallu procéder à l’enlèvement de volumineux déblais pour avoir un arsenal de plain-pied. Pour raccorder cet îlot Thiars aux rues Sainte et du fort Notre-dame, le conseil municipal aurait souhaité une jonction par des rampes d’accès et non par des escaliers. L’arrêt du Conseil du roi du 20 février 1786 ordonna la construction des escaliers qui se trouvent actuellement sur la rue Fortia et la rue de la Paix pour la liaison avec la rue Sainte et sur la rue Monnier pour la liaison avec la rue du fort Notre-Dame.
La démolition des derniers bâtiments de l’arsenal s’effectue en 1787. En juin 1789, au déclenchement de la Révolution, il ne restait plus que le pavage des rues de l’îlot Thiars à réaliser.
Au début du XXe siècle, le canal de la douane présentait de nombreux inconvénients : mauvaises odeurs et difficultés de liaison entre les deux rives. Le maire de Marseille, Siméon Flaissières fit voter le 14 mai 1926 une délibération sollicitant de l’État un déclassement du canal pour permettre son comblement. Ce déclassement ayant été obtenu, le canal de l’arsenal fut comblé avec notamment les déblais des destructions des immeubles situés derrière la Bourse et les voies nouvelles créées (cours Jean-Ballard, cours d’Estienne d’Orves et place aux huiles) furent pavées début mars 1929.
Les seuls vestiges de l’arsenal qui restent visibles sont un bâtiment situé sur le cours d’Estienne d’Orves, dénommé « la capitainerie », qui fait l'objet d'une inscription au titre des monuments historiques depuis le 4 août 1978 ainsi que, officiellement, la mosquée de l'arsenal, ou mosquée des galériens turcs à Marseille, transférée dans la zone sud de la ville, aujourd'hui au 584, avenue du Prado, inscrite en tant que tel au titre des monuments historiques depuis le 15 juillet 1965. Des recherches effectuées depuis ont remis en doute l'origine supposée de cet édifice qui serait en fait un simple kiosque au style mauresque, aujourd'hui transformé en chapelle.

## L’arsenal dans les arts
De nombreuses toiles représentent l’arsenal au XVIIe siècle ou les galères dans le port ou dans la rade de Marseille.
Un roman policier de Jean-Christophe Duchon-Doris, Les Galères de l’Orfèvre, paru en 2007, aux éditions Julliard a utilisé le cadre de l’arsenal.

## Référencement